# Горки (селище, місто Дмитров)
Го́рки (рос. Горки) — селище (колишній присілок) у складі Дмитровського міського округу Московської області, Росія.

## Населення
Населення — 42 особи (2010; 39 у 2002).
Національний склад (станом на 2002 рік):
- росіяни — 90 %